# Lydie Adolphe
Lydie Adolphe, née le 12 janvier 1913 à Paris 18e et morte le 21 août 1962 à Brunoy, est une juriste, une philosophe et une bibliothécaire française, spécialiste de la philosophie de Bergson. Elle est la sœur du photographe et réalisateur Adolphe Sylvain.

## Biographie

### Titres
- Docteur ès lettres
- Docteur en droit (lauréate de la Faculté de droit de Paris)
- Titulaire du diplôme technique de bibliothécaire

## Décorations
- Chevalier de l'ordre des Arts et des Lettres en 1959, au titre de « secrétaire général adjoint de l'ordre des Arts et des Lettres »[2]

## Publications

### Ouvrages
- Portalis et son temps, l'homme, le penseur, le législateur, Les Presses modernes, 1936 (thèse).

- Prix Jean-Jacques-Berger 1937 de l’Académie française.
- Portalis et son temps : « le bon génie de Napoléon », Sirey, 1936.
- La philosophie religieuse de Bergson, préface d’Émile Bréhier, Paris, Presses universitaires de France, 1946. Ouvrage couronné par l’Académie des sciences morales et politiques.
- La dialectique des images chez Bergson, Paris, Presses universitaires, 1951.
- L'Univers bergsonien, Paris, La Colombe, 1955.

### Contributions
- Bergson et l’Elan vital, Les Etudes Bergsoniennes, Vol. II, 1952

### Recensions
- Oppression et liberté par Simone Weil,  « Les Nouvelles littéraires », 2 février 1956, n° 4
- Parti pris sur l’art, la philosophie, l’histoire par Armand Cuvillier,  « Les Nouvelles littéraires », 16 novembre 56 n° 16

### Recensions dePortalis et son temps
- Pierre Paraf, Portalis et son temps. L’un des principaux auteurs du Code civil,  « La République des lettres », 22 juin 1936
- G.-M., Lydie Adolphe : Portalis et son temps, avec portraits et documents inédits : Paris. Librairie du recueil Sirey, « Œuvres », 4 août 1936
- Frédéric Lefèvre, Portalis et son temps. Le bon génie de Napoléon, « Les Nouvelles Littéraires », 12 septembre 1936
- Jean Soulairol, Un homme et un code, « L’Aube », 29 septembre 1936
- Jean Soulairol, Province et Paris, « L’Aube », 30 septembre 1936
- Portalis et son temps, « le bon génie de Napoléon », « L’Etat Moderne », septembre 1936
- Portalis et son temps. « Le bon génie de Napoléon », « Gazette du Palais », 25 novembre 1936
- Antoine de Tarlé, Portalis et son temps,  « Polybiblion », novembre 1936
- Lydie Adolphe : Portalis et son temps, « Marianne, Paris », 25 novembre 1936
- J. Grebler, « Het Fransche bock, Amsterdam », 8 décembre 1936
- Portalis et son temps. « Le bon génie de Napoléon », « Le livre Français », décembre 1936
- Lydie Adolphe : Portalis et son temps, « Dossiers de l’Action Populaire », Vanves, 10 avril 1937
- A. Hadengue, « Portalis et son temps », « Le jour », 15 mai 37
- Lydie Adolphe. Portalis et son temps, « le bon génie de Napoléon », « Revue des Cours et Conférences », 9 Mai 1937

### Recensions deLa Philosophie religieuse deBergson
- Jean Soulairol,  Désintégration de la pensée. La Philosophie religieuse de Bergson,  « Les Nouvelles Littéraires » 1946
- Armand Cuvillier, Bergson et le message de l’Orient (« La Philosophie religieuse de Bergson »), « Les Nouvelles littéraires », 7 novembre 1946
- La Philosophie religieuse de Bergson, Journal de psychologie normale et pathologique, Volumes 39 à 40, Presses universitaires de France, 1946, pp. 247-254

### Recensions deLa Dialectique des images chezBergson
- Lydie Adolphe : « La dialectique des images chez Bergson »,  « Notice des Presses Universitaires de France », Janvier 1952
- Jean Soulairol,  « La Dialectique des images chez Bergson », « Les Nouvelles Littéraires », 6 mars 52
- Charles Favarger, Lydie Adolphe : « La dialectique des images chez Bergson », Revue de Théologie et de Philosophie , 1954, Troisième série, Vol. 4, No. 1 (1954), pp. 84-85
- Rose-Marie Mossé-Bastide La dialectique des images chez Bergson, Revue Philosophique de la France et de l'Étranger, T. 147 (1957), pp. 95-96

### Recensions deL’Univers bergsonien
- L’Univers bergsonien,  « Mercure de France », Mercuriale, 1 août 1955
- Robert Kemp, L’Univers bergsonien, « Les Nouvelles Littéraires », 16 juin 55
- Armand Cuvillier, L’Univers bergsonien, « Les Nouvelles Littéraires », 23 juin 55
- Robert Mallet, L’Univers bergsonien, « Le Figaro Littéraire », 11 février 1956
- Lydie ADOLPHE : L’Univers Bergsonien. « La Gazette de Lauzanne », 28 juillet 56
- Emile Jacques,  L'univers bergsonien, Revue Philosophique de Louvain, Année 1956, 43, pp. 508-509

### Extrait de la table des matières de La Dialectique des images chez Bergson
| Première partie :      | Deuxième partie :           |
| ---------------------- | --------------------------- |
| 1. Viser               | 1. Auscultation             |
| 2. Le va-et-vient      | 2. Aiguiser                 |
| 3. Le trou noir        | 3. L’articulation naturelle |
| 4. La voie descriptive | 4. Rythme                   |
| 5. Briser le cercle    | 5. Palper                   |
| 6. Attendre l’heure    | 6. Resserrer                |
| 7. Chasser             | 7. Frontières               |
| 8. La mi-chemin        | 8. Terra incognita          |
| 9. Elargir             | 9. L’étreinte               |
| 10. La torsion         |                             |
| 11. La plante magique  |                             |
| 12. Creuser            |                             |